# Perdita holoxantha
Perdita holoxantha är en biart som beskrevs av Timberlake 1962. Perdita holoxantha ingår i släktet Perdita och familjen grävbin. Inga underarter finns listade i Catalogue of Life.